# Evangelický kostel Vykupitele (Nejdek)

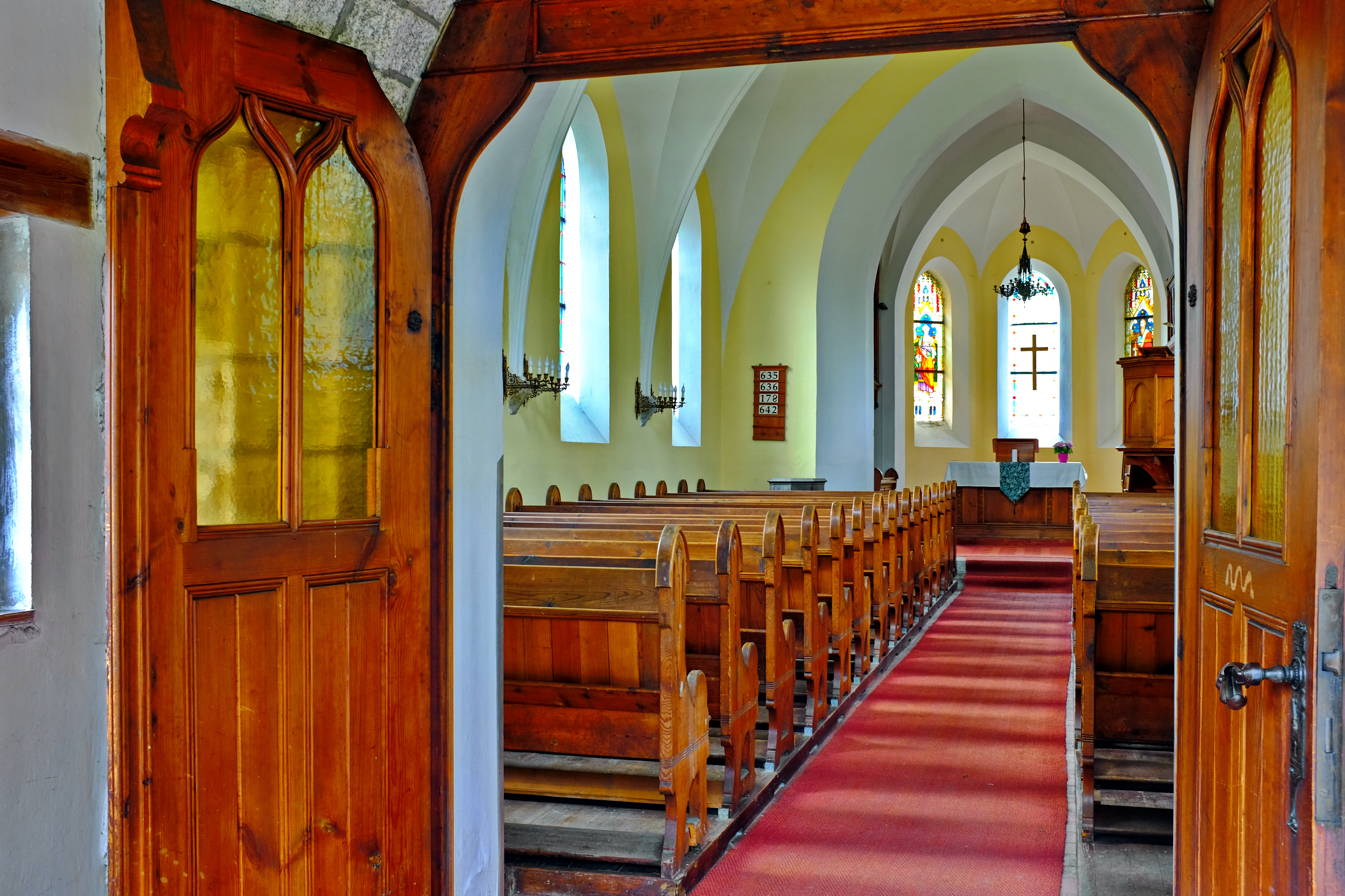
Interiér kostela

Evangelický kostel Vykupitele (německy Erlöserkirche) je evangelický luteránský farní kostel v Nejdku, městě v Karlovarském kraji. Od roku 2007 je chráněn jako národní kulturní památka.

## Příběh
V polovině 16. století se na nejdeckém panství v majetku hraběte Šlika prosadilo protestantství, které však muselo ustoupit protireformaci během třicetileté války. Teprve o Vánocích roku 1631, po obsazení této části Čech saskými a švédskými vojsky pod vedením krále Gustava Adolfa, se mohly znovu slavit protestantské bohoslužby. V roce 1901 byl Nejdek jmenován přifařenou obcí k protestantskému kostelu Petra a Pavla v Karlových Varech a první stálý vikář, Artur Claus, následně téměř ihned začal plánovat stavbu evangelického kostela.
Novogotický kostel byl postaven podle plánů lipského architekta Julia Zeißiga, který navrhl ještě několik dalších protestantských kostelů v západních Čechách. Stavební práce prováděli stavitelé K. A. Otto a Alfred Möckle. Základní kámen kostela byl položen 30. srpna 1903, slavnostní otevření potom proběhlo 11. září 1904 pod vedením faráře Thea Fellera z Karlových Varů. Stavbu kostela kromě příspěvku od Evangelické federace z velké části financovali také soukromí mecenáši, např. Carl Lahusen, majitel nejdecké velkopřádelny Norddeutsche Wollkämmerei & Kammgarnspinnerei, hraběnka Anna von der Asseburg, majitelka nejdeckého zámku či papírenský průmyslník Arnošt Schlesinger, který se podílel na hrazení nákladů na lámání kvádrů, zpracování kamene a jeho dopravu.
Kostel sloužil především věřícím z řad většinově německého obyvatelstva Nejdecka až do roku 1945, kdy došlo k jejich nucenému odsunu do Západního či Východního Německa a Rakouska. Roku 1947 byl kostel předán Českobratrské církvi evangelické, která jej od té doby spravuje.

## Architektura
Sálový kostel je postaven ve stylu románských kostelů, z hrubého kamenného zdiva a opatřený rizality. Vnější vzhledu dominuje chórová věž řešená jako věžový blok, který je korunován dvěma propletenými střechami se strmými helmicemi. Interiér kostela skýtá ostrohranné tříslové klenby. Dvě ze tří vitráží v oknech kněžiště zobrazují apoštoly Petra a Pavla. Rovněž se zde původně nacházel oltářní obraz znázorňující zmrtvýchvstání Ježíše Krista.